# 沙迪里
沙迪里（法語：Chadurie，法語發音：[ʃadyʁi]）是法国夏朗德省的一个市镇，属于昂古莱姆区。

## 地理
沙迪里（45°29'44"N, 0°8'15"E）面积16.42 平方千米，位于法国新阿基坦大区夏朗德省，该省份为法国西部内陆省份，北起德塞夫勒省和维埃纳省，东临上维埃纳省，东南至多尔多涅省，南至多爾多涅省，西接滨海夏朗德省。
与沙迪里接壤的市镇（或旧市镇、城区）包括：富克布吕讷、佩里尼亚克、武尔热扎克、布瓦内拉蒂德、蒙莫罗。

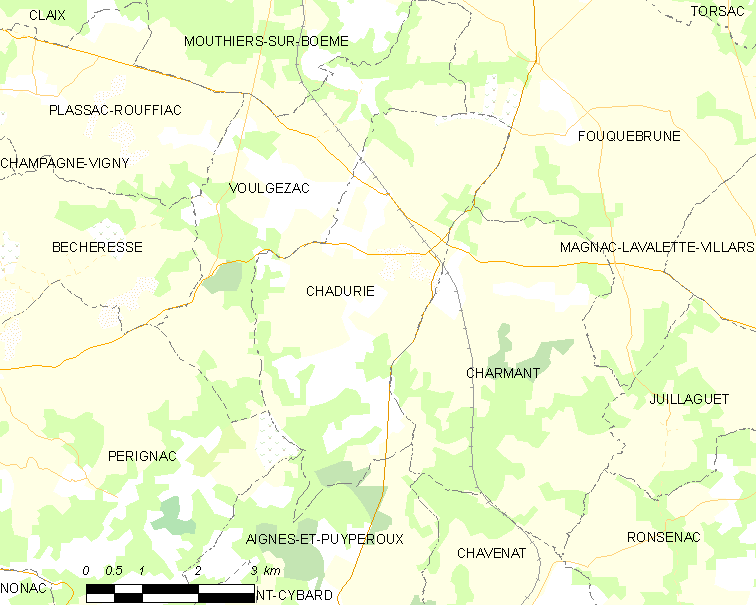
沙迪里的OSM定位图

沙迪里的时区为UTC+01:00、UTC+02:00（夏令时）。

## 行政
沙迪里的邮政编码为16250，INSEE市镇编码为16072。

## 政治
沙迪里所属的省级选区为蒂德-拉瓦莱特县。

## 人口

1962-2008年间沙迪里人口变化图示

沙迪里于2022年1月1日时的人口数量为509人。